# گروه موره‌لاتو
گروه مورلاتو (انگلیسی: Morellato Group) یک گروه شرکت‌های بزرگ ایتالیایی است که طراح و سازنده جواهرات، ساعت و کالاهای لوکس است. شرکت مادر این گروه توسط جولیو موره‌لاتو در ابتدا در بولونیا تأسیس شد و سپس به نزدیک پادووا منتقل شد. مورلاتو بزرگترین و تنها گروه ایتالیایی تولید جواهرات است که ۱۰۰٪ محصولات خود را در ایتالیا تولید می‌کند (۲۰۱۳).